# Diptyque (maison de parfum)
Diptyque est une maison de parfums fondée à Paris en 1961

## Historique
En 1961, le peintre Desmond Knox-Leet, le designer Yves Coueslant et l'architecte Christiane Gautrot, s'associent pour former Diptyque, au départ spécialisée dans les supports imprimés (rideaux, panneaux, etc.),
En 1963, Diptyque lance une première gamme de bougies parfumées,, avec une étiquette conçue par Knox-Leet,.
En 1968, Diptyque invente l'une des premières eau de toilette unisexe, baptisée L'Eau. En 1975, réinvente le Vinaigre de Toilette, concept lancé par Bully.
Le catalogue s'enrichit progressivement d'une vingtaine de fragrances originales déclinées en parfums, savons et bougies d'intérieur, dont Philosykos, formulée par Olivia Giacobetti,.
La première boutique a ouvert à Paris boulevard Saint-Germain, suivie d'autres magasins situés à ce jour à Amsterdam, Bâle, Hong Kong, Londres, Milan, Moscou, New York, Rome, San Francisco, Tokyo etc.
En 2005, jusqu'alors indépendante, Diptyque est rachetée par le holding Manzanita Capital France, holding contrôlé par la société d'investissement  britannique Manzanita Capital.
Manzanita (à fin mai 2019) est majoritaire dans les sociétés : Space NK, Kevyn Aucoin, Eve Lom, Lipstick Queen, IO Apothecary et Malin Goetz.

## Fragrances
| Senteur                    | Année de sortie | Etat                                                             | Description |
| -------------------------- | --------------- | ---------------------------------------------------------------- | --- |
| Benjoin Bohème             | 2015            | En production (seulement disponible dans les boutiques Diptyque) | Mélange ambré-épicé de benjoin, de baume Pérou, de ciste et de patchouli à l'image d'un croquis olfactif du locataire imaginé du 34 Boulevard Saint-Germain.                                                                           |
| Do Son                     | 2005            | En production                                                    | Mélange floral de tubéreuse, feuilles d'oranger, rose, benjoin, iris et musc blanc. |
| Eau Capitale               | 2020            | En production                                                    | Le chypre est un accord emblématique de la parfumerie. Il doit son nom au parfum Chypre de Coty, chef de file de cette grande famille, créé en 1917. Matières premières : rose, bergamote, patchouli ; accident olfactif: baies roses. |
| Eau Duelle                 | 2010            | En production                                                    | Deux types de vanille et notes de bergamote, cardamome, poivre rose, élémi, genièvre, safran, calamus, cypriol, encens, thé noir, musc et ambre.                                                                                       |
| Eau Lente                  | 1986            | En production                                                    | Mélange oriental d'épices indiennes et de cannelle (inspiré des senteurs connues sous Alexandre le Grand). |
| Eau d'Elide                | 1988            | Discontinué                                                      | Mélange d'orange amère, de lavande sauvage et de musc. |
| Eau de Lierre              | 2006            | En production                                                    | Mélange floral-vert aux notes poivrées et boisées avec du lierre et du musc blanc. |
| Eau de Minthé              | 2019            | En production                                                    | Mélange aux notes vives et florales de patchouli, de géranium, de menthe et d'oxyde de rose. |
| Eau Nabati                 | 2023            | En production                                                    | Composition contrastée de bergamote fraîche et petit grain se mêlant à la chaleur ambrée des immortelles et du baume du Pérou. |
| Eau Rihla                  | 2021            | En production                                                    | Composition avec des accords vifs et boisés de baie rose épicée et de cèdre contrastés par l’iris, la vanille et le safran. |
| Eau Rose                   | 2012            | En production                                                    | Mélange floral aux notes de roses damascena et centifolia, d'amomille, de litchi et d'artichaut. |
| Fleur de Peau              | 2018            | En production                                                    | Mélange musqué à base d'iris, d'ambrette et de baies roses. |
| Jardin Clos                | 2003            | Discontinué                                                      | Mélange floral-vert à base de jacinthe, de lilas blanc, de mimosa et de pastèque. |
| L'Autre                    | 1973            | En production (seulement disponible dans les boutiques Diptyque) | Mélange boisé épicé à base de cumin, coriandre, cardamome, carvi et patchouli. |
| L'Eau                      | 1968            | En production                                                    | Clous de girofle, cannelle, géranium, bois de santal et rose. Il s'agit de la plus vieille senteur créée, inspirée d'une recette de pot-pourri datant du XVIe siècle.                                                                  |
| L'Eau Trois                | 1975            | En production (seulement disponible dans les boutiques Diptyque) | Senteur aromatique et résineuse à base de mousse trouvée dans les sous-bois du littoral du nord de la Grèce. |
| L'Eau de Tarocco           | 2009            | Discontinué                                                      | Orange sanguine, cannelle, curcuma, gingembre, rose, cèdre, encens. |
| L'Eau des Hesperides       | 2008            | En production                                                    | Orange amère, mandarine, citron, petitgrain, thym rouge, romarin, menthe, cèdre et musc blanc. |
| L'Eau de L'Eau             | 2008            | Discontinué                                                      | Senteur épicée aux notes de citron, clous de girofle, cannelle, gingembre, poivre rose, géranium, lavande, fleur d'oranger, benjoin, fève de tonka et patchouli.                                                                       |
| L'Eau de Néroli            | 2008            | En production                                                    | Odeur citronnée à base de bergamote, petitgrain, verveine, néroli, estragon, fleur d'oranger, géranium, musc blanc, cèdre et cire d'abeille.                                                                                           |
| L'Ombre dans L'Eau         | 1983            | En production                                                    | Mélange de feuilles de cassis et de rose bulgare. |
| Ofrésia                    | 1999            | En production                                                    | Senteur poivrée et boisée à base de freesia blanc. |
| Olène                      | 1988            | En production                                                    | Senteur florale à base de jasmin, glycine et narcisse. |
| Opôné                      | 2001            | Discontinué                                                      | Mélange oriental à base de safran, rose, épice et bois. |
| Orphéon                    | 2021            | En production                                                    | Mélange de baie de genièvre, de cèdre, de fève tonka et de jasmin. |
| Oud Palao                  | 2015            | En production                                                    | Mélange oriental à base d'oud, de rose, de anille, et d'encens. |
| Oyedo                      | 2000            | En production                                                    | Notes de citron yuzu, pamplemousse, citron, orange, menthe, thym et bois. |
| Philosykos                 | 1996            | En production                                                    | Mélange boisé aromatique à base de feuilles de figuier et cèdre blanc. |
| Tam Dao                    | 2003            | En production                                                    | Mélange oriental-boisé à base de bois de santal de Goa et de cèdre. |
| Tempo                      | 2018            | En production                                                    | Composition tantôt boisée et racée, tantôt terreuse et enveloppante avec des notes de patchouli, de maté, de sauge sclarée et de violette.                                                                                             |
| Vetyverio                  | 2010            | En production                                                    | Notes de mandarine, pamplemousse, citron, bergamote, ylang ylang, rose turque, géranium, vétiver, graines de carotte, noix de muscade, abricot, clous de girofle, cèdre et musc.                                                       |
| Vinaigre de Toilette       | 1975            | En production                                                    | Tonique pour le visage à base de néroli, thym et autres herbes aromatiques. |
| Virgilio                   | 1990            | Discontinué                                                      | Odeur fraîche et verte à base de basilic, cèdre et herbes aromatique. |
| Volute                     | 2012            | En production                                                    | Mélange de notes de miel, d'opoponax, de cannelle, d'accord d'iris qui évoque un souvenir d’enfance, celui d’Yves Coueslant, un des fondateurs de la Maison.                                                                           |
| 34 Boulevard Saint-Germain | 2011            | En production                                                    | Kaléidoscope olfactif complexe représentant l’âme du 34 Boulevard Saint-Germain avec des notes de bois de santal, de vanille et de baies roses.                                                                                        |

## Autres fragrances
Outre ses parfums et eaux de toilettes pour le corps, Diptyque propose de nombreux parfums d'intérieur déclinés sous forme de bougies. 
Les senteurs, par familles olfactives, les plus connues sont : 
- Boisée : Maquis, Santal, Noisetier, Myrrhe, Musc, Opoponax, Feu de bois, Cuir, Cyprès, Chêne, Benjoin, Bois Ciré, Ambre
- Florale : Tubéreuse, Tilleul, Roses, Jasmin, Choisya, Violette, Mimosa, Muguet, Géranium Rosa, Freesia, Gardenia, Aubépine, Iris
- Herbacée : Vétiver, Verveine, Eucalyptus, Feuille de Lavande, Patchouli, Menthe Verte, Mousses, Coriandre
- Épicée : Thé, Pomander, Genévrier, Vanille, Cannelle
- Fruitée : Figuier, Baies, Oranger, Coing
- Hespéridée : Oyédo
- Orientale : Oud